# Rhoda (Erfurt)

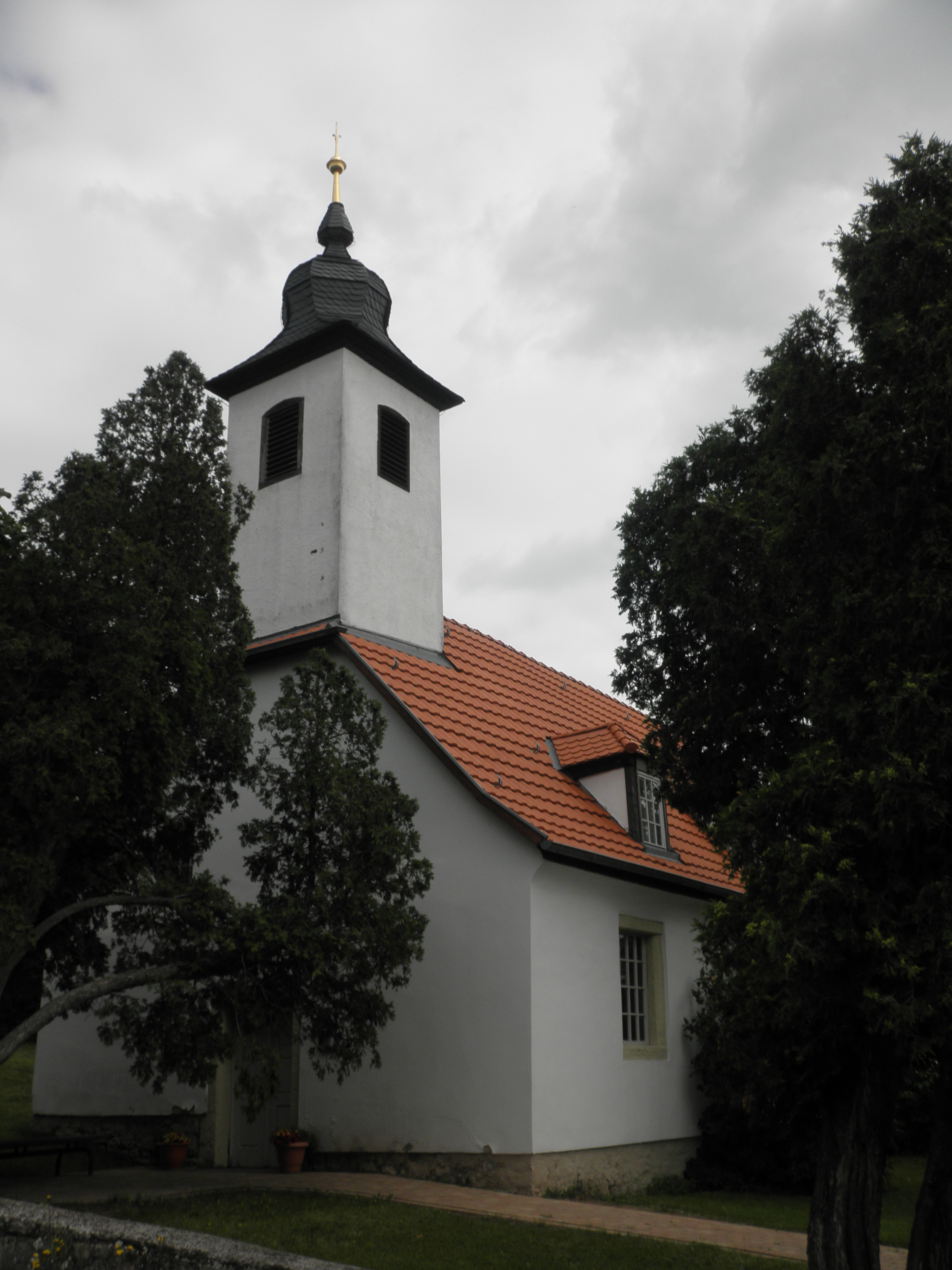
Guter-Hirte-Kirche

Rhoda ist ein Teil von Möbisburg-Rhoda, einem Ortsteil der Stadt Erfurt, der Landeshauptstadt von Thüringen.

## Lage
Rhoda liegt südwestlich der Landeshauptstadt Erfurt am östlichen Rand des nach Norden geneigten Hangs des Steigerwaldes und östlich von Möbisburg in einem tief eingeschnittenen Tal auf 293 m ü. NN.

## Geschichte
Am 13. Oktober 1193 wurde das Dorf erstmals im Mainzer Urkundenbuch II 583 erwähnt. Das Dorf war eine Rodungssiedlung, das mehreren Herrschaften dienen musste. Der Ort gehörte ab 1435 zum Amt Wachsenburg, welches 1640 zum Herzogtum Sachsen-Gotha, ab 1672 zum Herzogtum Sachsen-Gotha-Altenburg und 1826 zum Herzogtum Sachsen-Coburg und Gotha kam. Ab 1920 gehörte Rhoda zum Land Thüringen.
1949 lebten im Dorf 252 Personen. Am 1. Juli 1950 wurde Rhoda nach Erfurt eingemeindet. Per 31. Dezember 2011 wohnten in den Partnerortsteilen 1096 Menschen.